# Chersodromia pseudoadriatica
Chersodromia pseudoadriatica är en tvåvingeart som beskrevs av Raffone 2004. Chersodromia pseudoadriatica ingår i släktet Chersodromia och familjen puckeldansflugor.
Artens utbredningsområde är Italien. Inga underarter finns listade i Catalogue of Life.